# Chryseobacterium nematophagum
Chryseobacterium nematophagum — вид грамнегативних, аеробних, паличкоподібних бактерій родини Flavobacteriaceae. Паразит нематод. Після попадання у тіло нематоди, бактерія руйнує її позаклітинний матрикс і тварина з часом гине. Бактерія виділена у 2019 році з нематоди Caenorhabditis briggsae, що виявлена у гнилому яблуці у Франції. У лабораторних умовах C. nematophagum інфікувала та вбивала найрізноманітніші нематоди, включаючи модельний організм Caenorhabditis elegans та паразитів хребетних Ancylostoma caninum, Cooperia curtecei, Cooperia oncophera, Haemonchus contortus, Nippostrongylus brasiliensis, Ostertagia ostertagi, Parastrongyloides trichosura та Trichostrongylus vitrinus.